# Gaspar Hain
Gaspar Hain (ur. 1632, zm. 1687) – obywatel miasta Lewocza na Spiszu, autor Kroniki Lewoczy.
Był rektorem słynnej ewangelickiej szkoły (gimnazjum) w Lewoczy, pełnił także funkcję sędziego i senatora. Obecnie znany jest głównie z Kroniki Lewoczy, w której umieścił szereg cennych historycznie informacji, tak o samym mieście, jak i o całym Spiszu. Z książki tej przywołuje się najczęściej malowniczy opis smoka grasującego w okolicy, ale Hain wspomina także o trzęsieniu ziemi (pierwszy opis tatrzańskiego trzęsienia, choć wywołany według Haina przez rzeczonego smoka) i wielkiej powodzi z 1662.
Kronika ta była wydawana wielokrotnie, m.in.:
- Löcsei krönikäja
- Die Leutschauer Chronik von Gaspar Hain. Löcse 1910-1913
- Die Leutschauer Chronik von Gaspar Hain. 1943
- G. Hain Chr.: Véber, K. (ed.), 1988: Szepességi avagy lőcsei krónika és évkönyv a kedves utókor számára. Budapest.